# Hall of Fame der Swiss Baseball and Softball Federation
In die Hall of Fame der Swiss Baseball and Softball Federation werden ehemalige Spieler und Funktionäre aufgenommen, die mit ihren Verdiensten auf und neben dem Feld ausserordentliche Leistungen erbracht und so die Sportart vorangetrieben und weiterentwickelt haben.

## Geschichte
Die Idee zu einer Ruhmeshalle wurde erstmals 2016, anlässlich der Awards Night der  SBSF, präsentiert. Daraufhin formierte sich das Hall-of-Fame-Komitee, geführt von Chris Palatinus, dessen Aufgabe es ist, die Selektionskriterien aufzustellen und entsprechende Vorschläge für die Nominationen an den Verband zu machen.
An der Awards Night 2017 wurden die ersten Mitglieder aufgenommen.

## Mitglieder
| Name                | Verein                               | Aufnahmejahr |
| ------------------- | ------------------------------------ | ------------ |
| Werner Zingg        | Zürich Challengers                   | 2017         |
| Enrico Zingg        | Zürich Challengers                   | 2017         |
| Klaus Fiebiger      | Luzern Eagles                        | 2017         |
| Roy Allenspach      | Therwil Flyers                       | 2017         |
| Thomas Landis       | Zürich Challengers                   | 2017         |
| Vladimir Pusec      | Zürich Challengers                   | 2017         |
| Severin Fries       | Bern Cardinals                       | 2017         |
| Reto Siegel         | Therwil Flyers                       | 2017         |
| Pam Mottl           | Zürich Barracudas                    | 2018         |
| Sue Fischer         | Zürich Barracudas                    | 2018         |
| Babsi Meierhans     | Therwil Flyers                       | 2018         |
| Stephan Suter       | Therwil Flyers/Zürich Barracudas     | 2018         |
| Jose Valdez         | Zürich Challengers/Luzern Eagles     | 2018         |
| Anubis Benitez      | Zürich Challengers/Luzern Eagles     | 2018         |
| Carmen Schaub       | Therwil Flyers                       | 2019         |
| Carmen Lutz-Demetz  | Zürich Barracudas                    | 2019         |
| Adris Linares       | Zürich Barracudas/Zürich Challengers | 2019         |
| Raphael Hänzi       | Bern Cardinals                       | 2019         |
| Steve Klee          | Sissach Frogs                        | 2021         |
| Angela Kimmig       | Luzern Eagles                        | 2021         |
| Andy Gasparoli      | SBSF (Umpire)                        | 2021         |
| Daniel Eichenberger | Therwil Flyers                       | 2022         |